# 花井翼
花井 翼（はない つばさ、2006年9月14日 - ）は、日本の俳優。宮崎県出身。FINE NEXT所属。

## 来歴
2006年に生まれた。
高校卒業後は俳優を目指し東京都に上京。
2025年　FINE NEXT 所属。同年6月　俳優ユニット「TOKYO TIGER」メンバーに加入。

## 人物
- 趣味は映画鑑賞、TikTok配信、スポーツ全般。TikTokではつばくろという名前で活動している。
- 高校時代は水球部の主将を務め、全国の強豪に挑んだ。水球を通じて培われた運動神経と精神力の強さに加え、人を引き込む温かい笑顔と親しみやすい人柄が大きな魅力である。
- 特技はピアノ、動画編集。

## 出演

### 舞台
- 2025年 劇団ココア「#お嬢様はバンドがやりたい ♪♪」＠「劇」小劇場

### ライブ
- 2025年7月～劇団ユニット「TOKYO TIGER」定期公演

### 広告
- 中央高等学院CM「あなたの味方はココにいる!」30秒ver
- キリン　プラズマ乳酸菌「猛暑の免疫注意報」篇　30秒

1. ↑  “San-Office | TOKYO TIGER新メンバー４名加入のお知らせ。” (英語). 2025年8月13日閲覧。